# Історія Криму (книга)
Історія Криму — книга української історикині Гульнари Абдулаєвої, яка була опублікована у 2024 році. У книзі представлено своєрідний життєпис Криму, починаючи від перших племен та античних міст, описує історію депортацій, репресій, періодичного розквіту Криму та окупації.

## Опис
У книзі поданий зважений, а іноді несподіваний погляд на історію Криму, який відрізняється від історії в шкільних підручниках, де обґрунтовано зруйновано основні російські міти про півострів.
|                      | ..у питанні звинувачення в колабораціонізмі радянському союзу «важливо було розпалити міжнаціональну ворожнечу, та не ставити запитання, звідки взято ці дані, оскільки рішення партії та її особиста статистика обговоренню не підлягали. |
| — Гульнара Абдулаєва | |

## Історія написання
Гульнара Абдулаєва авторка багатьох книг про Крим, тому «Історія Криму» є об'єднуючою книгою, яка подає цілісну історію про Крим від появи перших племен і до останньої окупації, описує історію боротьби кримських татар за свободу, що руйнує ряд російських та радянських наративів.